# Low Moor (Iowa)
Low Moor és una població dels Estats Units a l'estat d'Iowa. Segons el cens del 2000 tenia 240 habitants.

## Demografia
Segons el cens del 2000, Low Moor tenia 240 habitants, 94 habitatges, i 68 famílies. La densitat de població era de 197,2 habitants/km².
Dels 94 habitatges en un 30,9% hi vivien nens de menys de 18 anys, en un 61,7% hi vivien parelles casades, en un 5,3% dones solteres, i en un 26,6% no eren unitats familiars. En el 23,4% dels habitatges hi vivien persones soles el 6,4% de les quals corresponia a persones de 65 anys o més que vivien soles. El nombre mitjà de persones vivint en cada habitatge era de 2,55 i el nombre mitjà de persones que vivien en cada família era de 3.
Per edats la població es repartia de la següent manera: un 25% tenia menys de 18 anys, un 8,3% entre 18 i 24, un 32,5% entre 25 i 44, un 20,8% de 45 a 60 i un 13,3% 65 anys o més.
L'edat mediana era de 38 anys. Per cada 100 dones de 18 o més anys hi havia 106,9 homes.
La renda mediana per habitatge era de 40.417 $ i la renda mediana per família de 44.500 $. Els homes tenien una renda mediana de 31.875 $ mentre que les dones 17.188 $. La renda per capita de la població era de 18.585 $. Entorn del 2,6% de les famílies i el 5,5% de la població estaven per davall del llindar de pobresa.

## Poblacions més properes
El següent diagrama mostra les poblacions més properes.